# Crinolina

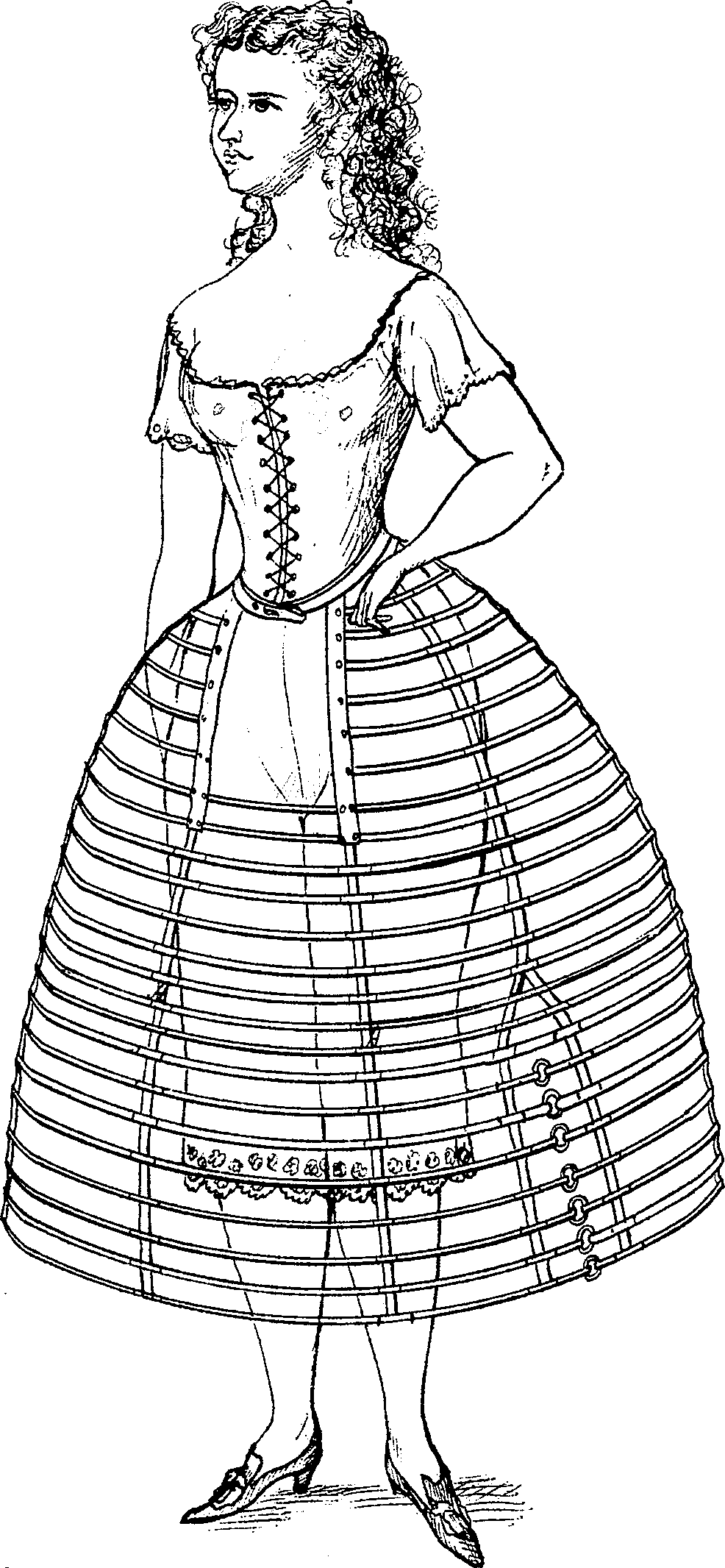
Crinolina patenteada em 1864

As crinolinas eram armações usadas sob as saias para lhes conferir volume, sem a necessidade do uso de inúmeras anáguas. Seu uso marca o momento em que surge a indústria da moda propriamente dita, sendo este o primeiro modismo que poderíamos chamar de "universal".

## Histórico
As crinolinas foram usadas de 1852 a 1870 e chegaram a todos os cantos do planeta, atingindo o auge da sua popularidade na década de 1860. Eram inicialmente feitas artesanalmente, com crinas de cavalo trançadas (daí o nome), mas, a partir de 1855, passaram a ser produzidas industrialmente, utilizando tirantes e finos arames de aço.
As crinolinas eram usadas por mulheres de todas as classes sociais no Ocidente, da realeza às operárias das fábricas. O modismo foi amplamente criticado pelos cronistas da época, sobretudo em publicações satíricas.

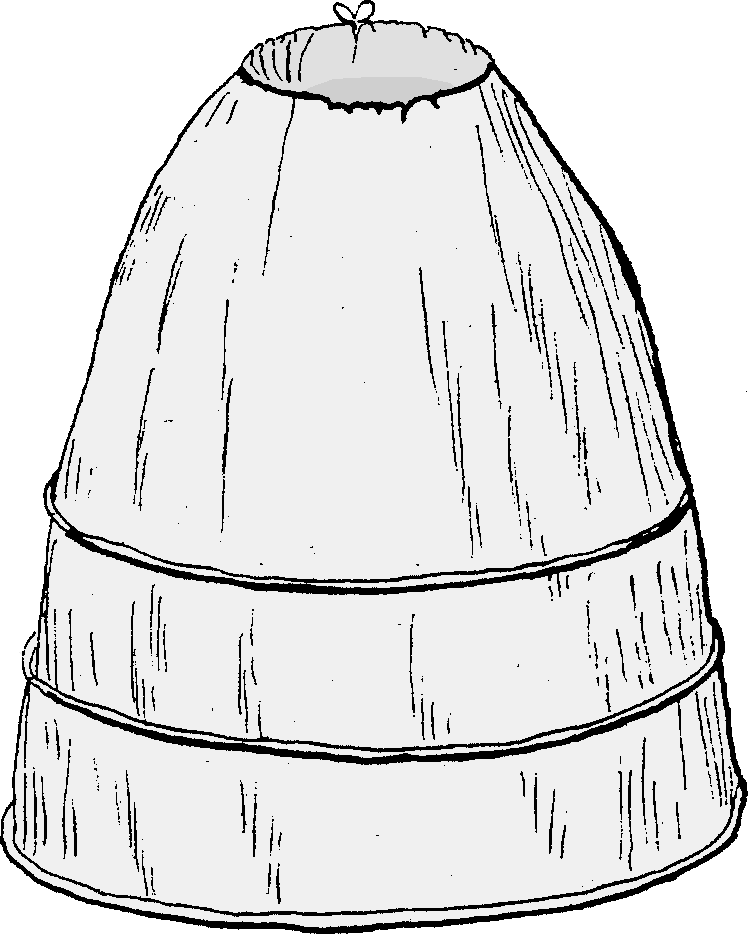
Crinolina de 1857

Circula no universo da moda o boato, ao qual a historiadora Gilda de Mello e Souza alude apenas por alto, explicando o surgimento das crinolinas e demonstrando a ligação delas com a indústria: Napoleão III, sobrinho de Napoleão Bonaparte, governou a França de 1848 a 1852, como presidente da República, e de 1852 a 1870 como imperador. Era casado com a belíssima nobre espanhola Eugênia de Montijo, mulher refinada e de grande inteligência, que detestava o desconforto produzido pelas 9 anáguas engomadas que eram usadas para armar as saias na corte.

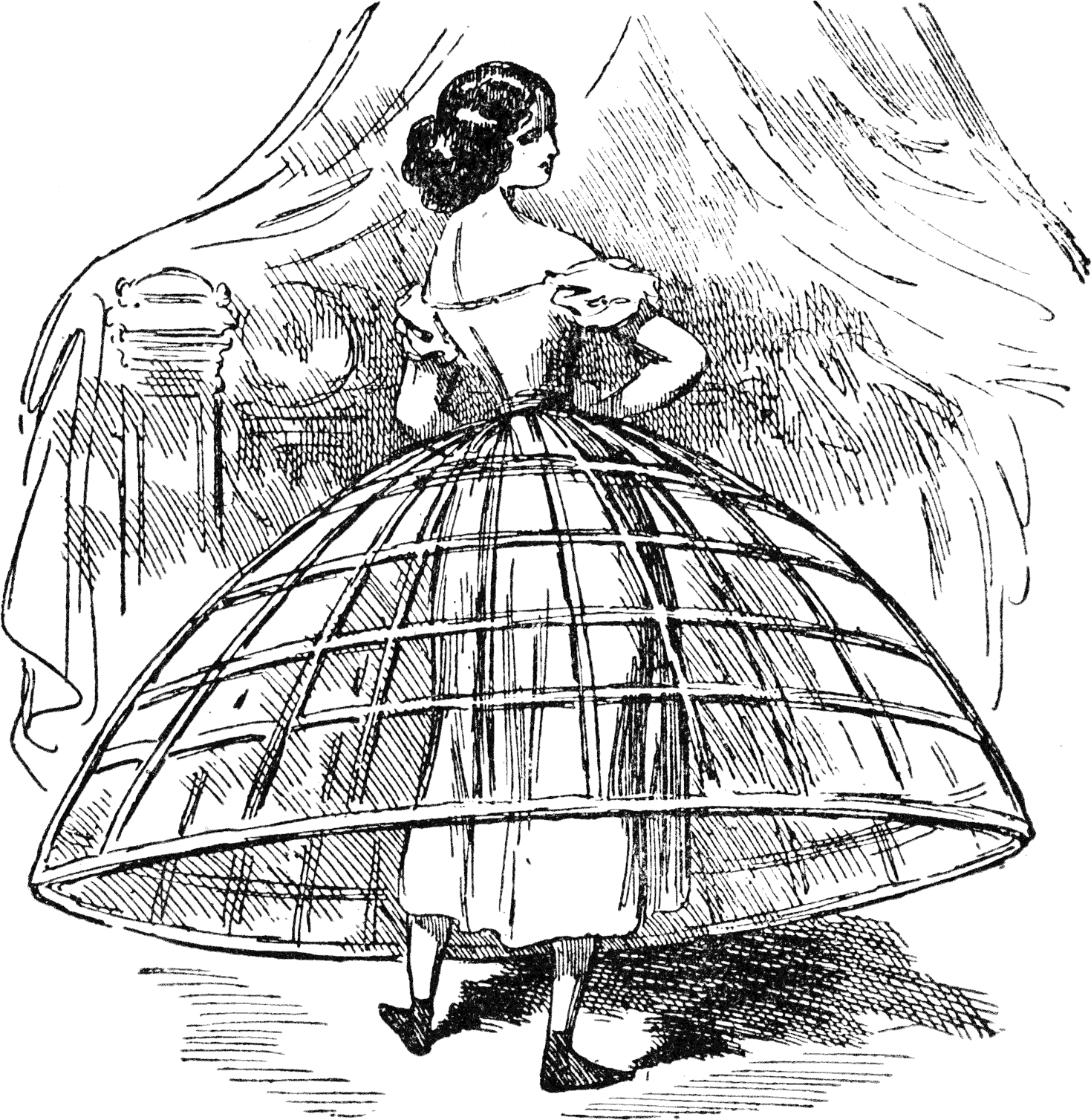
Crinolina, ca. 1860

Nesta mesma época, uma fábrica de espetos chamada Peugeot estaria em processo de falência. Em julho de 1854 a fábrica recebeu a ilustre visita da imperatriz, que lhes trouxe um desenho seu para uma espécie de gaiola, feita com finíssimos aros de arame de aço e que, desde então, tornaria a indumentária feminina muito mais leve e arejada. A invenção teria salvo a Peugeot da falência (após 1870 a empresa passou a produzir guarda-chuvas, depois bicicletas até chegar aos automóveis), a França tornou-se líder mundial inconteste no universo da moda e o nome da Imperatriz Eugênia passou a estar associado para sempre às maisons de alta costura.

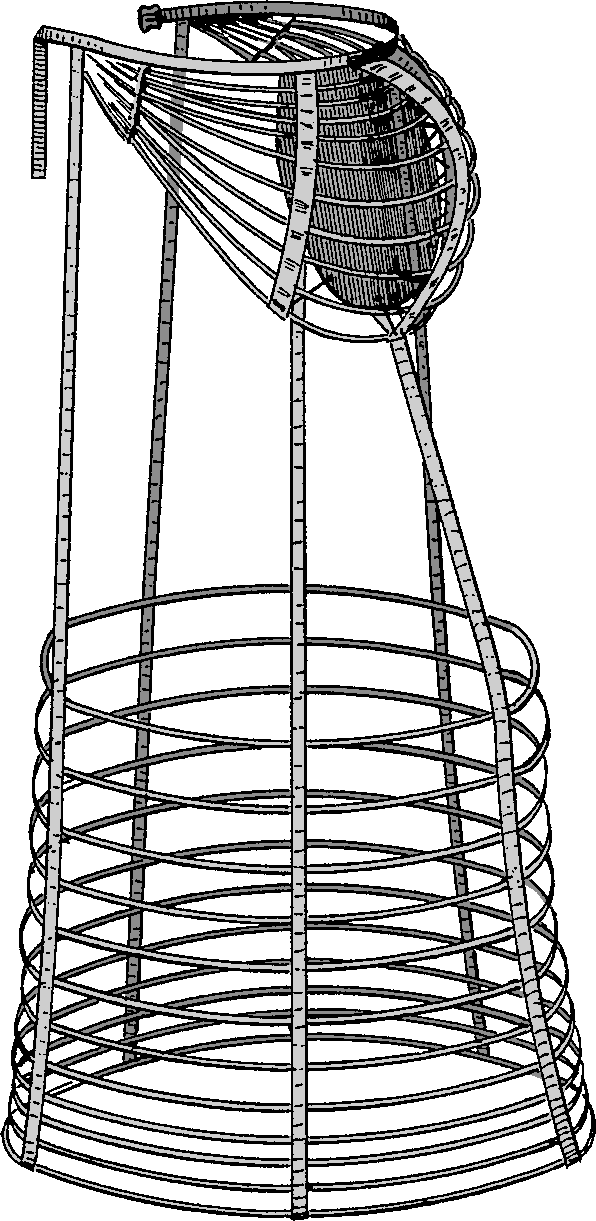
"tournure" (anquinha), evolução da crinolina, de 1885

De qualquer maneira, mesmo que a imperatriz Eugênia não estivesse ligada diretamente à invenção das crinolinas, o certo é que ela foi a principal difusora e propagandista deste modismo.
Após a Guerra Franco-Prussiana, com o final do 2.º Império e o exílio de Napoleão III e Eugênia, as crinolinas caíram em descrédito, sendo substituídas pelas tournures ("anquinhas") que armavam apenas a parte traseira das saias e vestidos e assumiram protagonismo no final da década de 1880.
Ironicamente, para tentar apagar as memórias do 2.º Império, a 3.ª República adotou o estilo "princesa".

## Perigos
As crinolinas ofereciam riscos às mulheres, entre eles a vulnerabilidade a ventanias pelo seu formato de balão: há relatos de mulheres à beira de píeres em zonas portuárias que foram carregadas pelo vento até o mar, onde se afogaram. Outras milhares — incluindo a segunda esposa do poeta Henry Wadsworth Longfellow — morreram queimadas quando as saias, muito rodadas (na sua parte mais larga uma crinolina podia chegar a 5,5 metros de circunferência), eram incendiadas por velas e lareiras acesas. Além do fogo, havia o risco de as saias ficarem presas ao maquinário e às rodas das carruagens. Há também relatos de mortes por eletrocussão, em ambientes já servidos por energia elétrica. 
Também consta que no ano de 1863 em Santiago, Chile, entre 2.000 e 3.000 pessoas morreram em um incêndio em uma igreja quando um lampião ateou fogo a um tecido na parede. As pessoas tentaram escapar das chamas pela saída, mas várias mulheres com esta peça de vestuário acabaram por bloquear a porta.

## Galeria

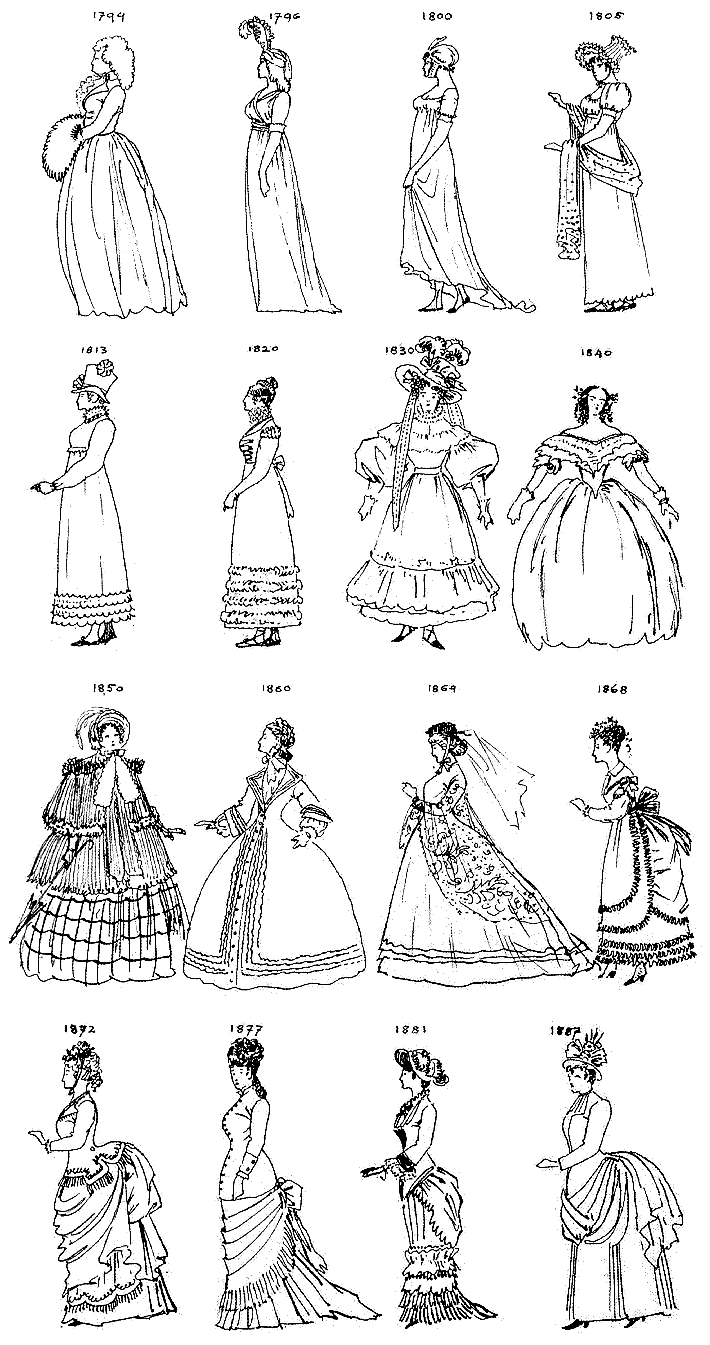
Evolução da Moda de 1794 a 1887 (desenhos esquemáticos).
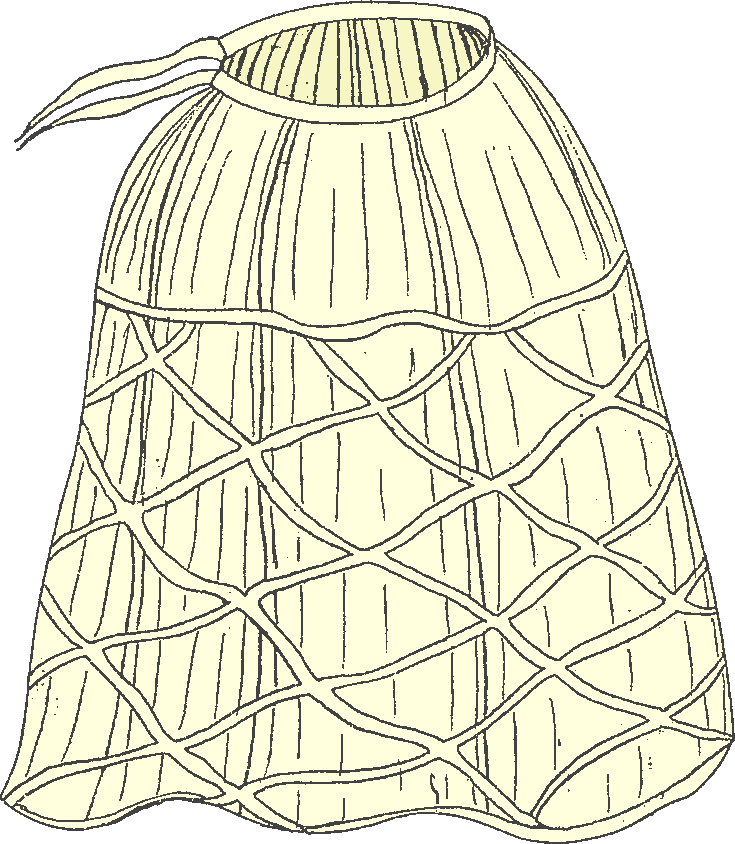
Desenho de crinolina (ainda em sua versão artesanal, com crina de cavalo trançada) de 1846.
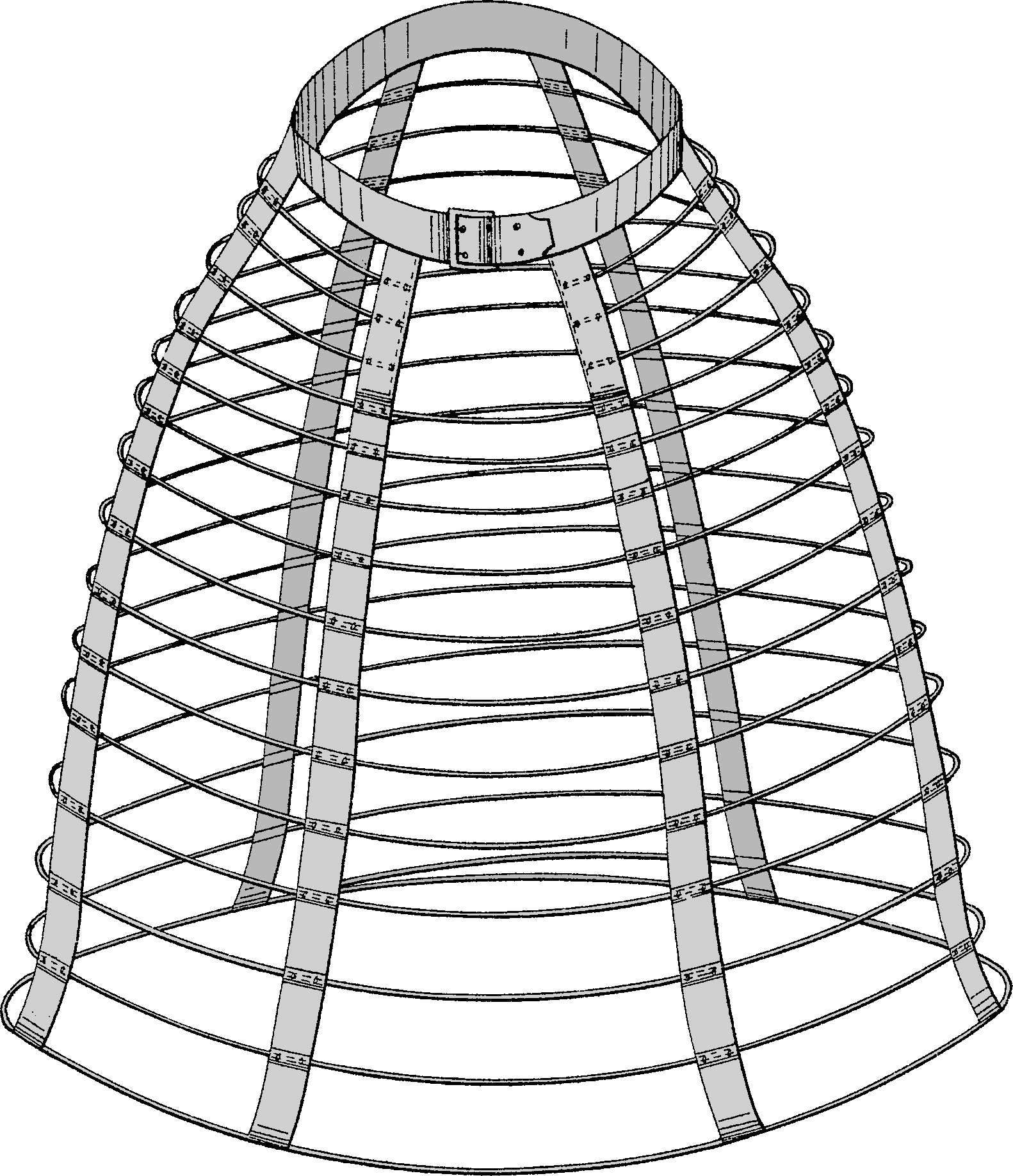
Crinolina industrializada de 1865 (EUA).
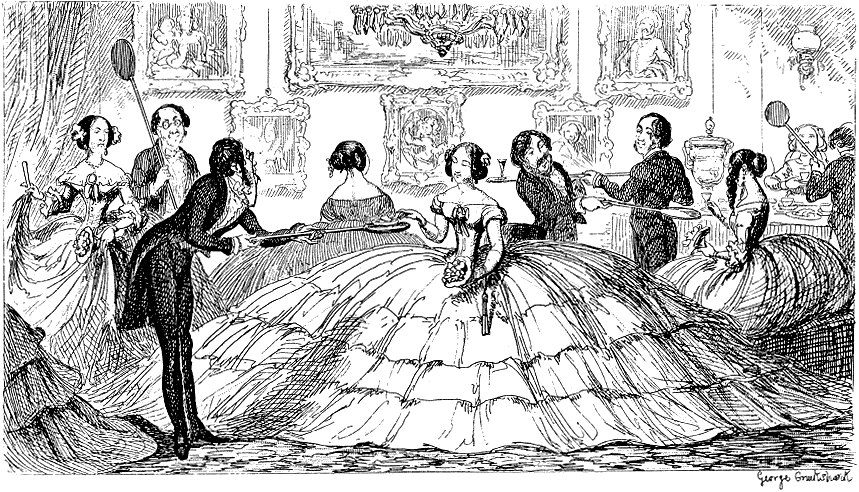
Paródia, de George Cruikshank, para The Comic Almanack, 1850.
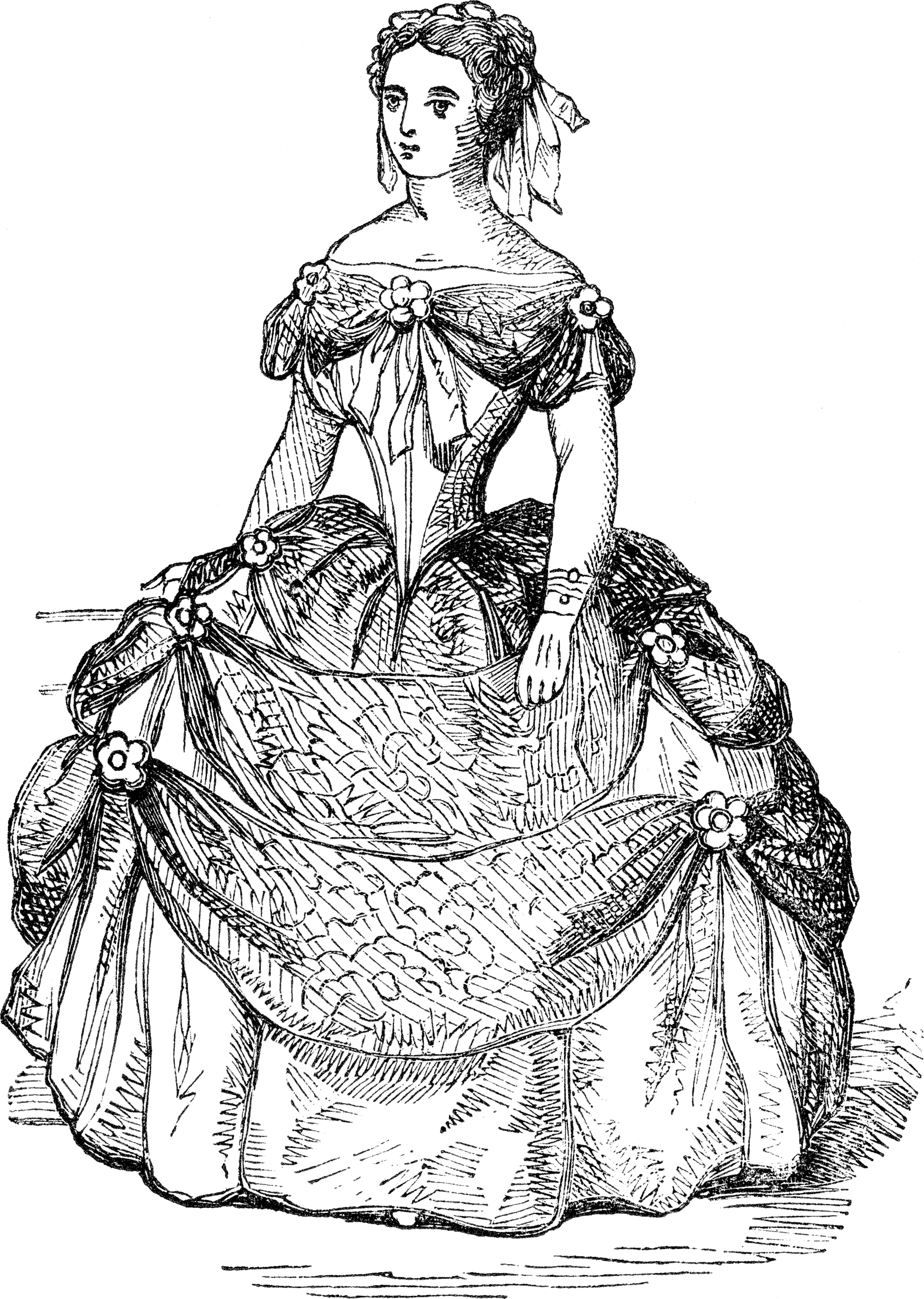
Moda de 1854.
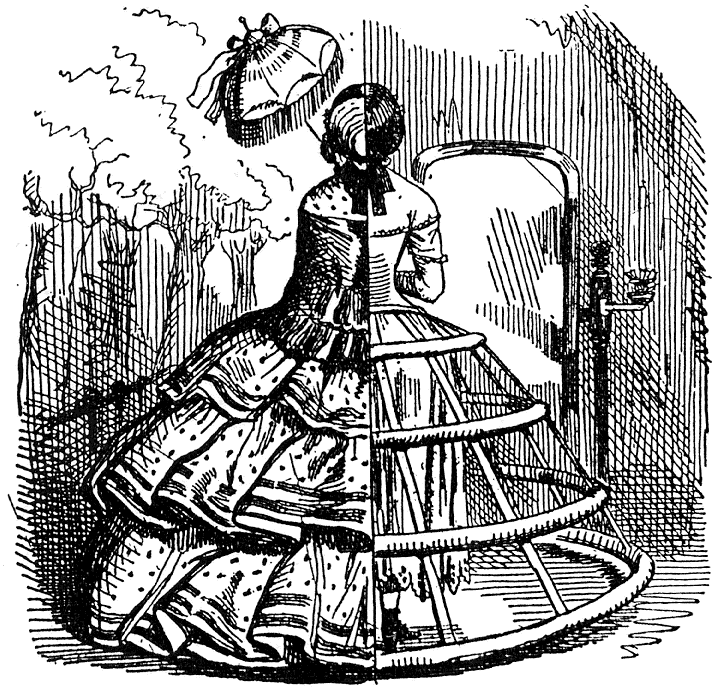
Imagem da revista Punch, de 1856.
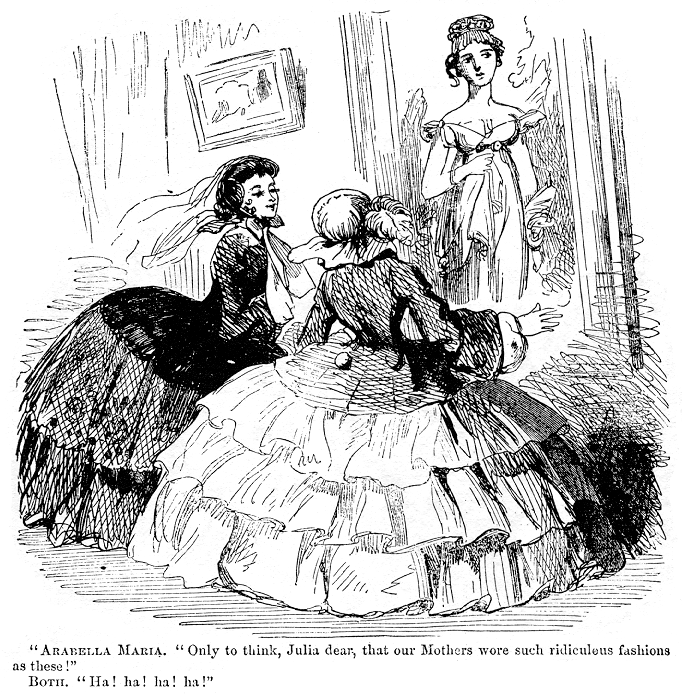
Charge, de uma revista de 1857 (Harper's Weekly, New York), comparando o estilo Império às crinolinas.
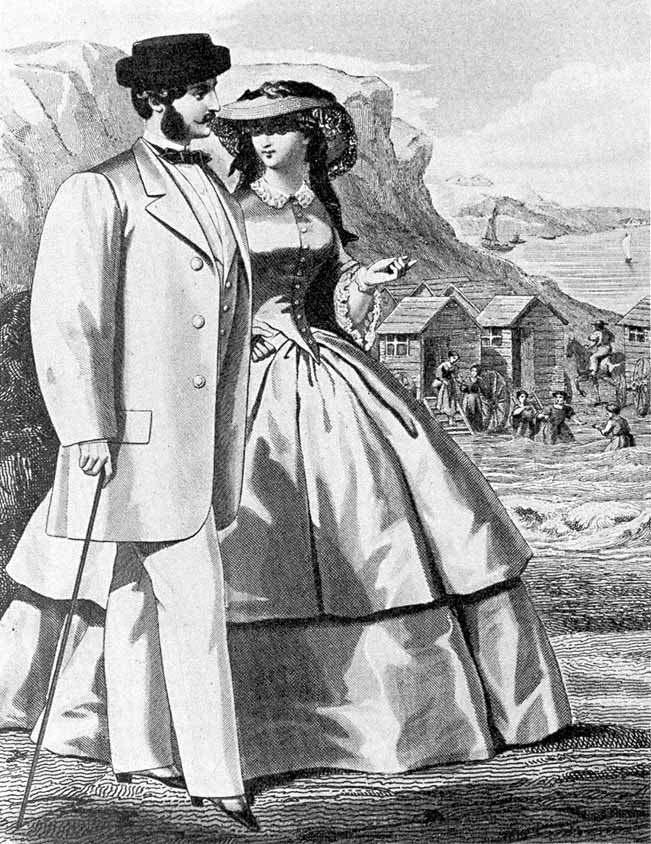
Ilustração de revista para senhoras, de 1859, chamada "Gazette of Fashion" (EUA).
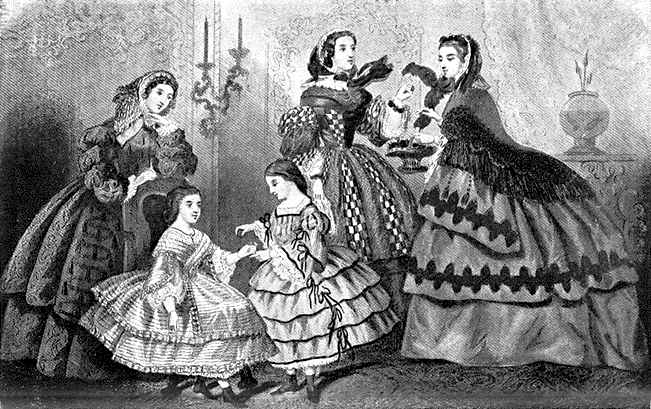
Imagem da revista Godey's Magazine, 1859.
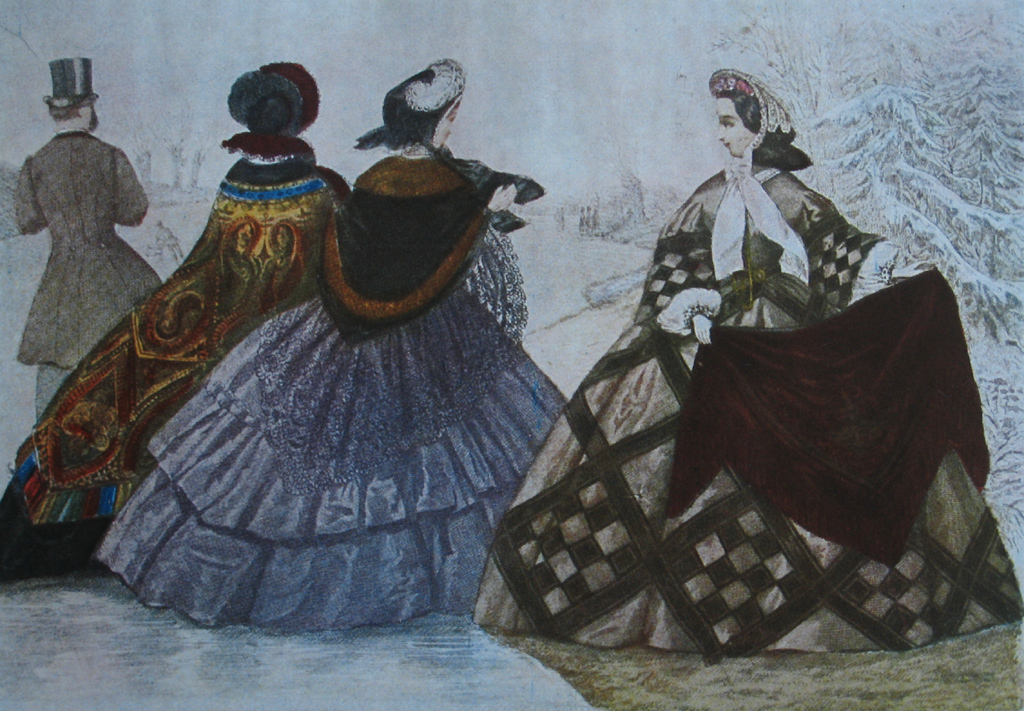
Moda de 1860, França.
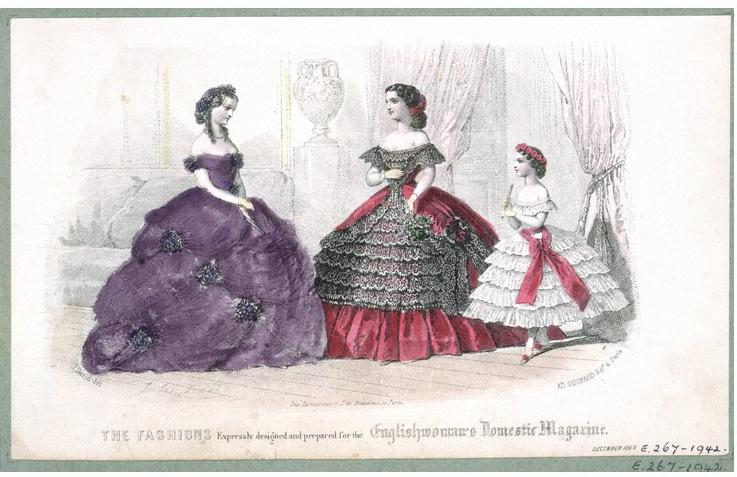
Moda de 1860, Inglaterra.
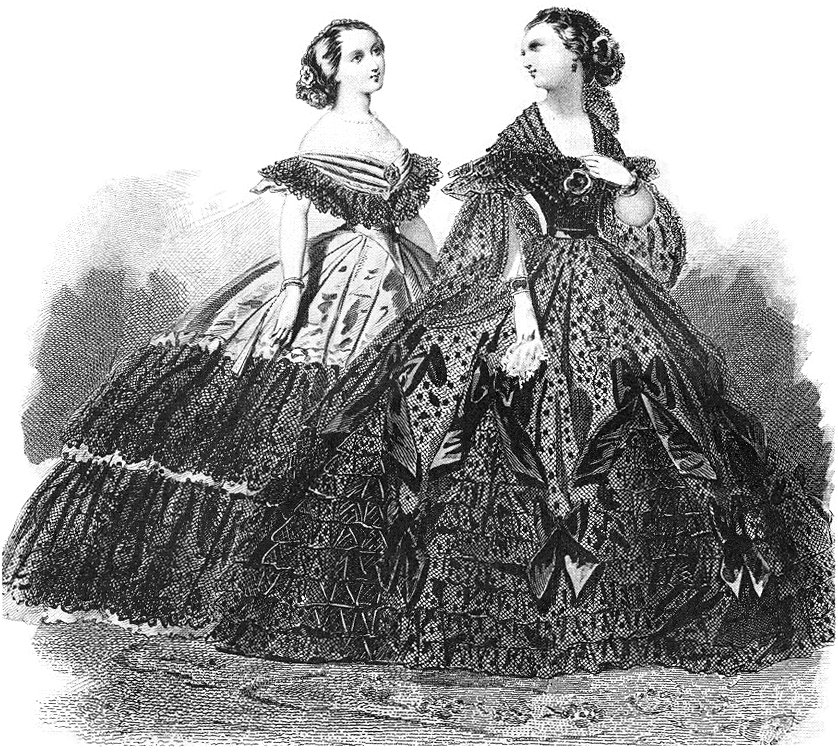
Imagem do início da década de 1860 (Petit Courrier des Dames).
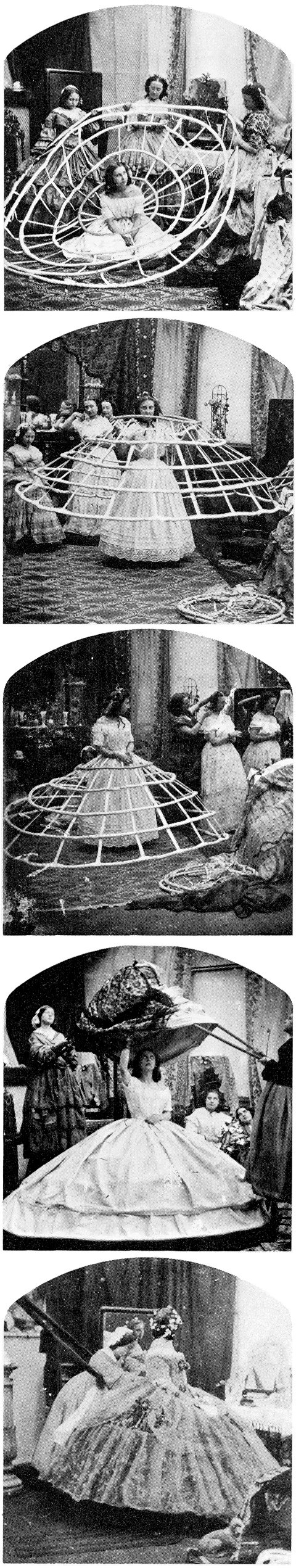
Sequência de fotografias de 1860 que mostram uma dama da sociedade colocando crinolina para ir à ópera.
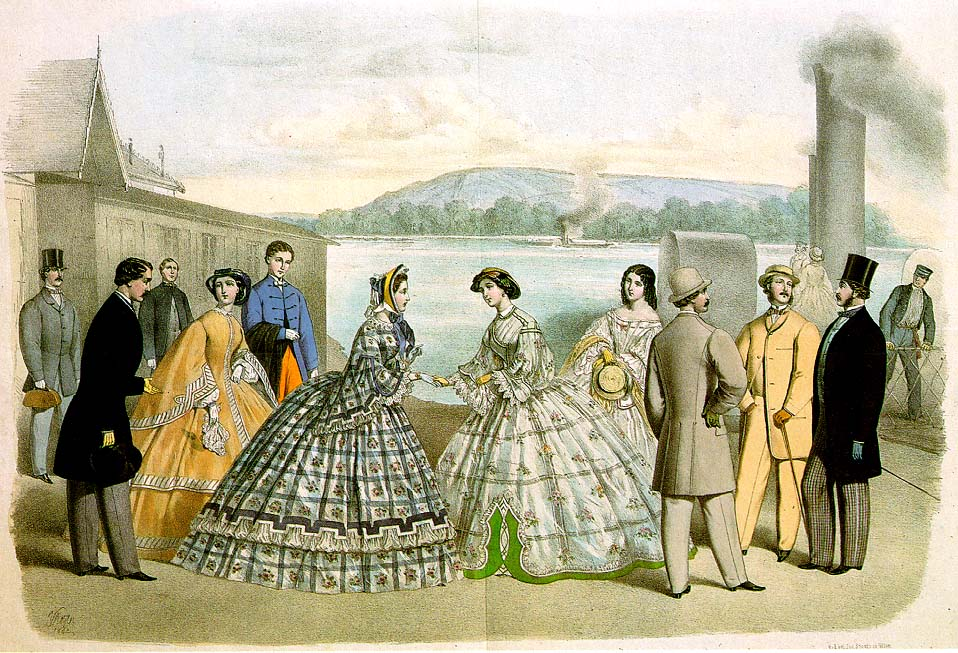
Moda de Viena, 1862.
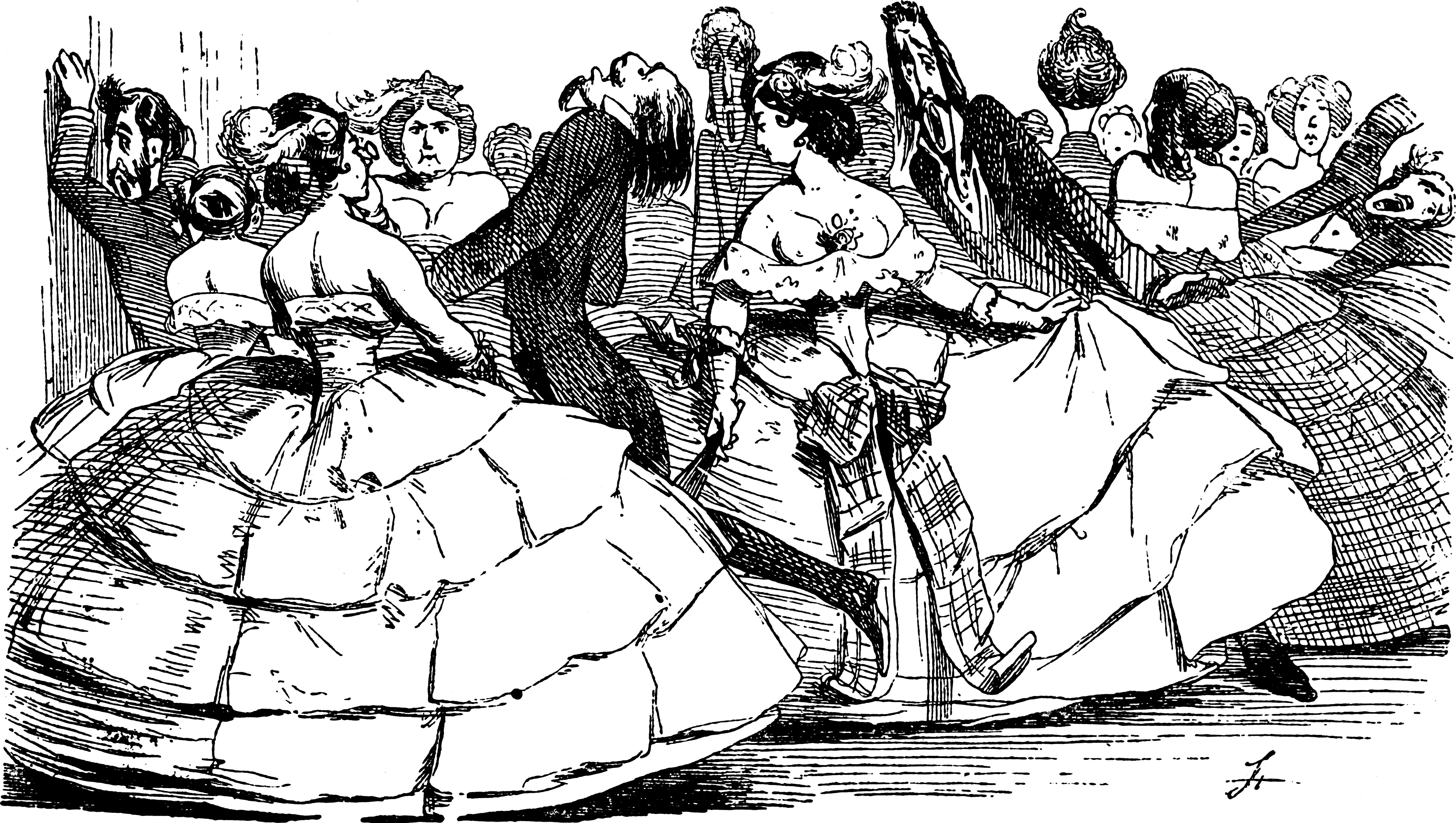
Caricatura de homens sendo "espremidos" pelas crinolinas das damas.
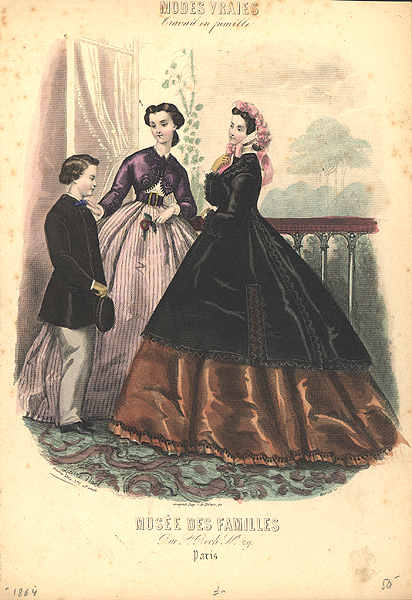
Moda de 1864.
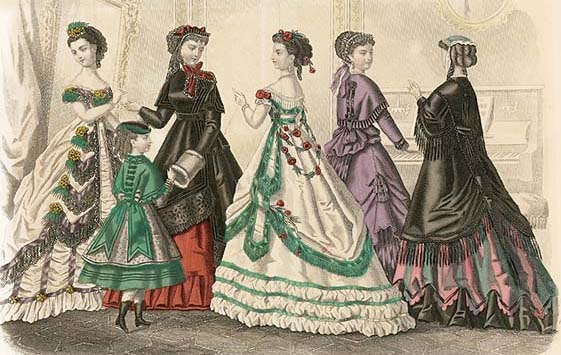
Moda de 1869, com crinolettes.
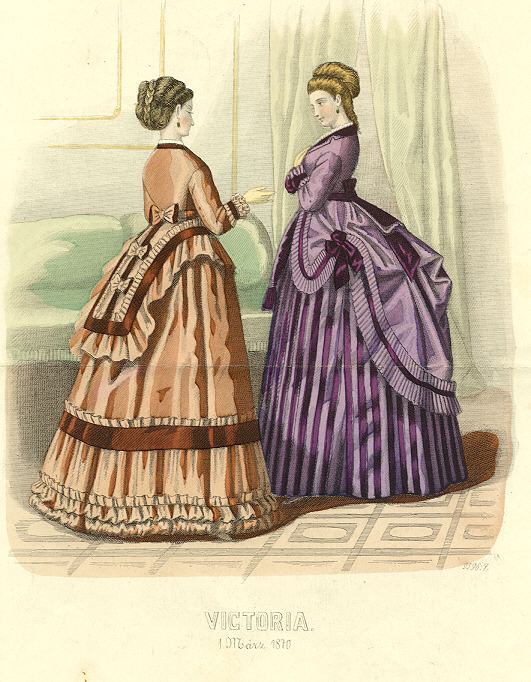
Moda de 1870 com anquinhas.
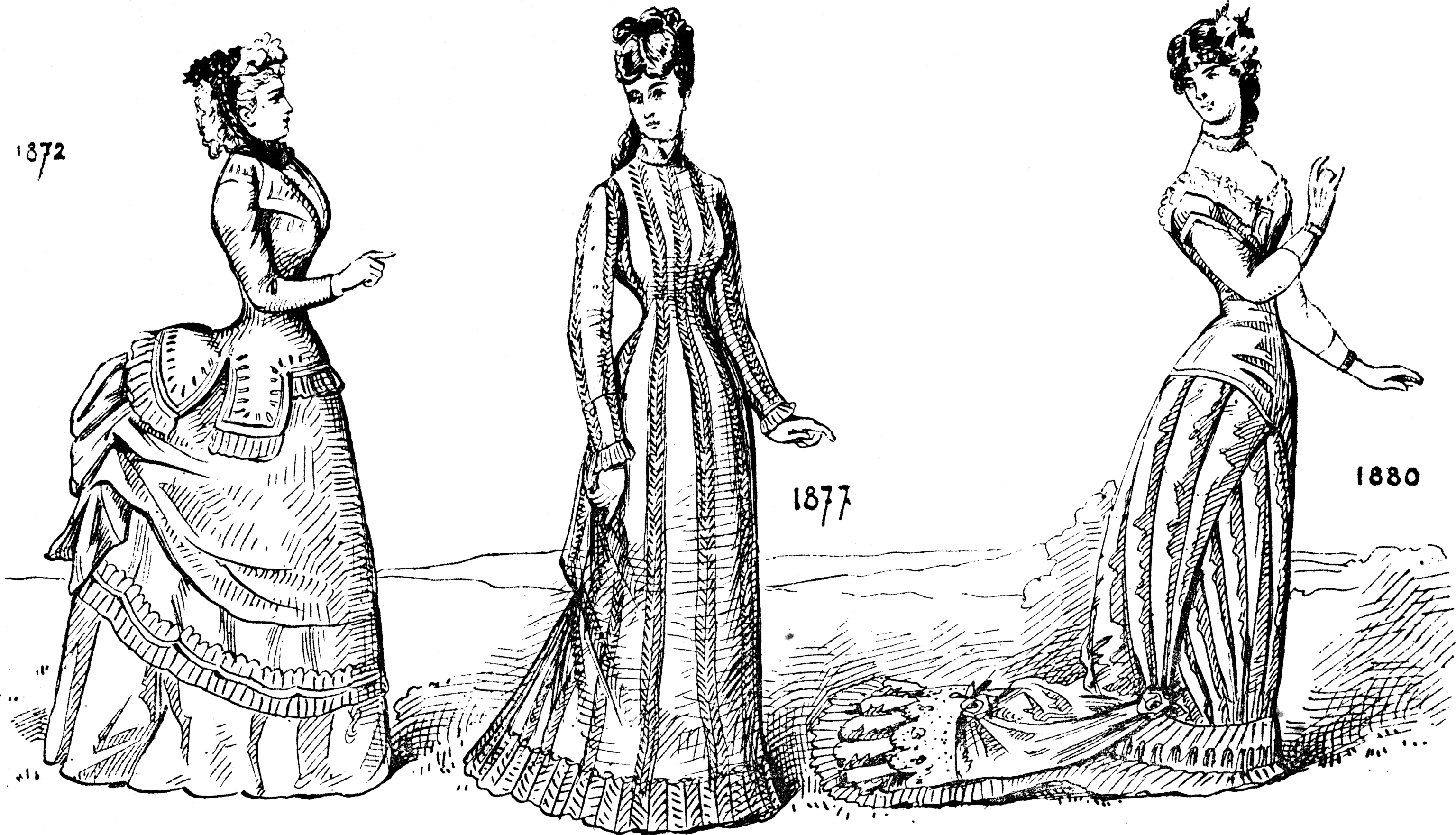
Modificação do perfil: 1872, 1877 e 1880.
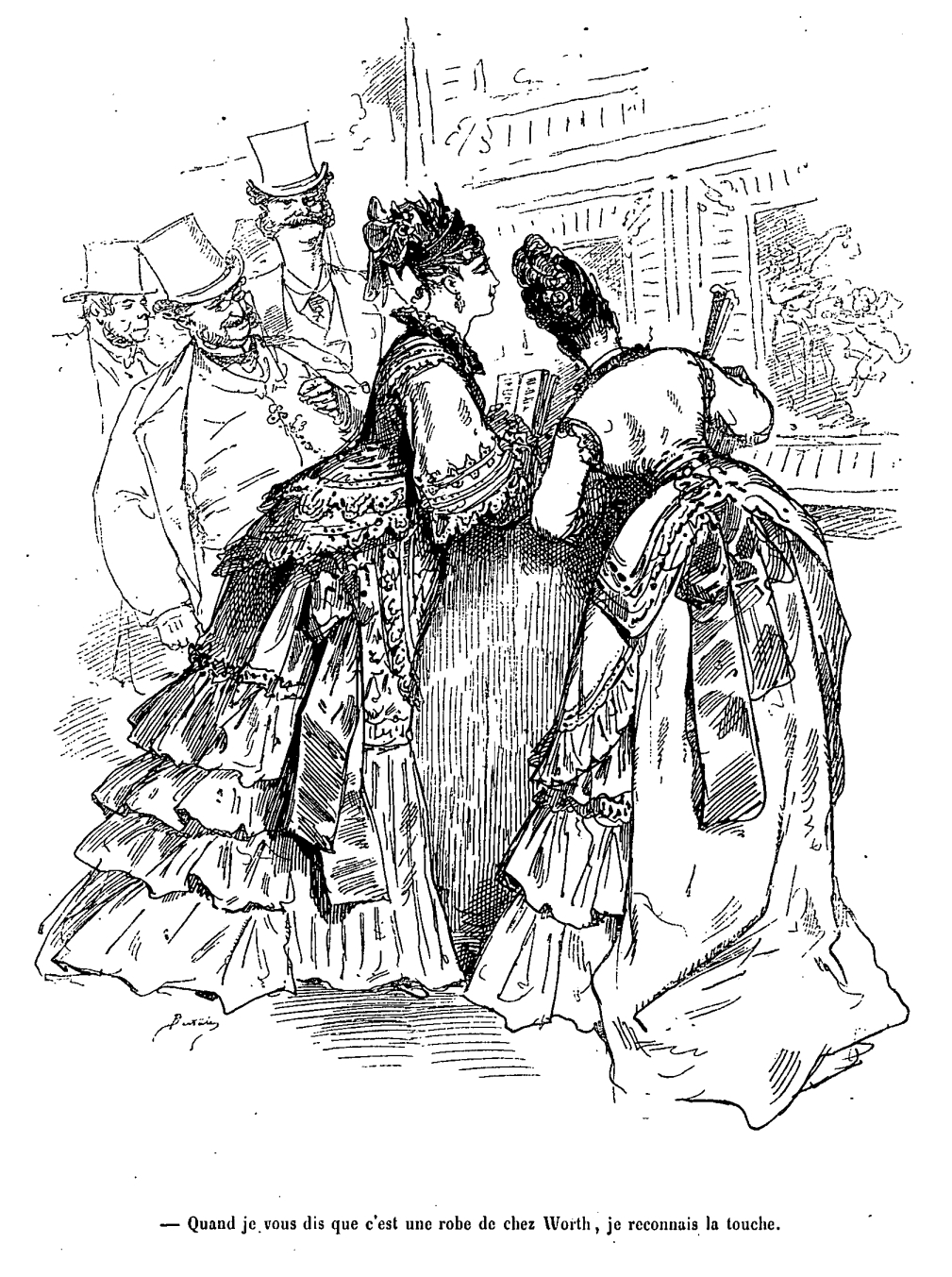
Modas de Worth, 1875.
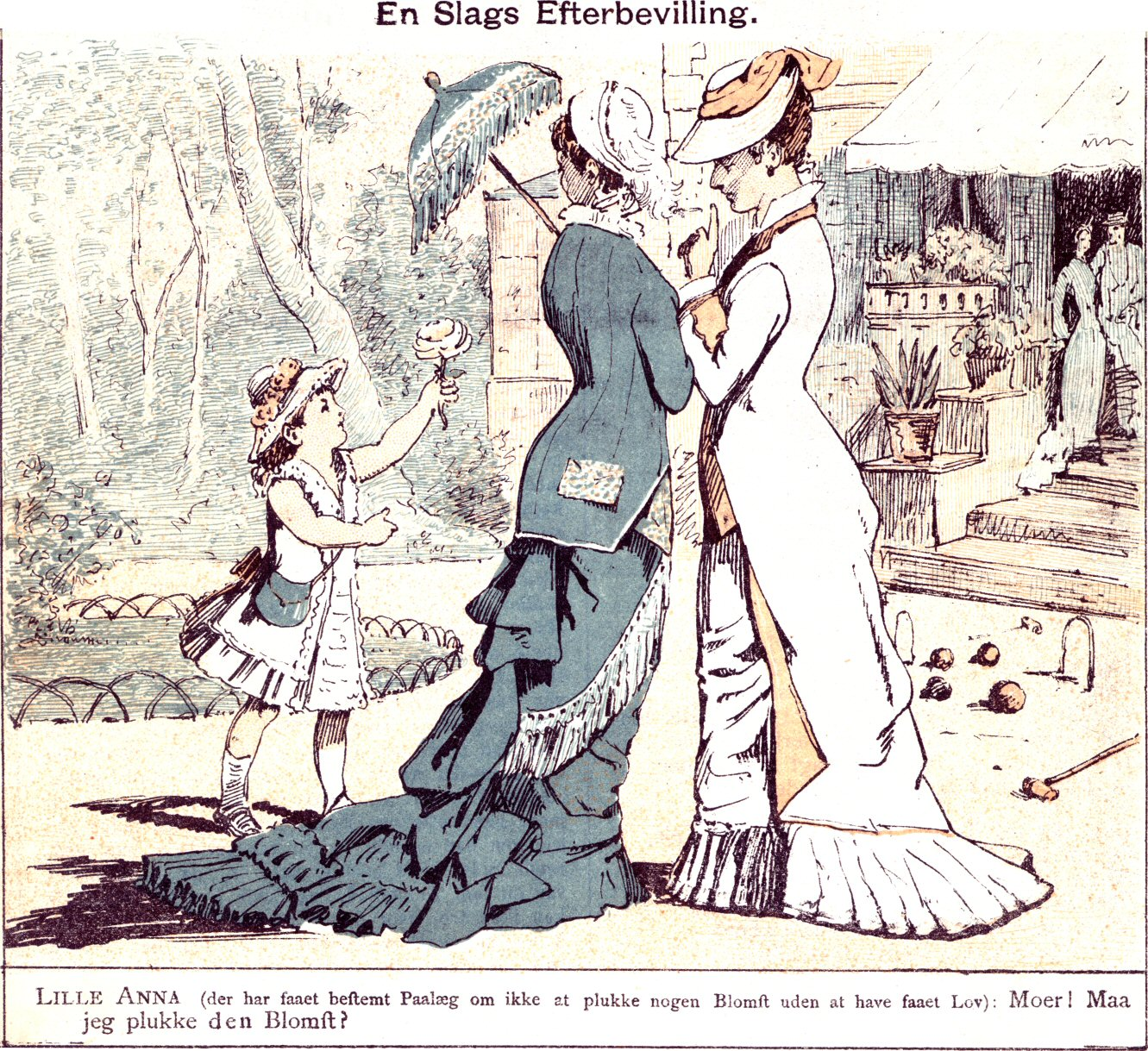
Revista Punch, moda de 1879.
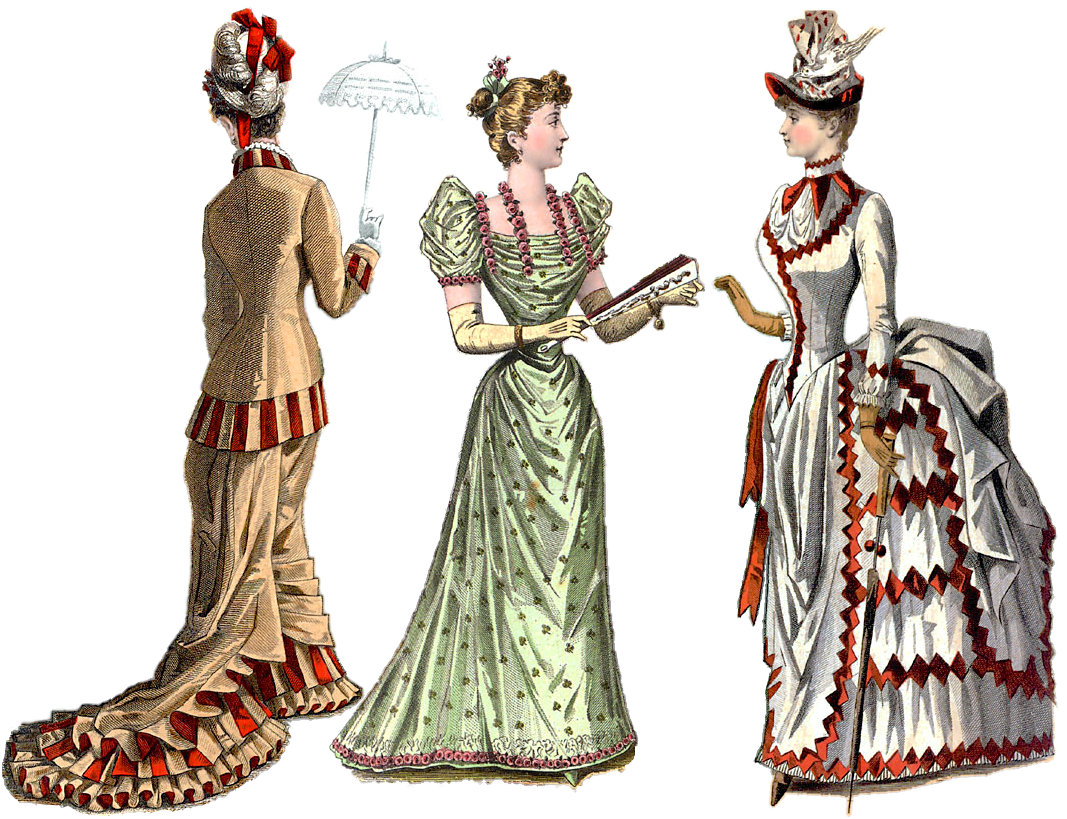
Evolução da moda durante a década de 1880.
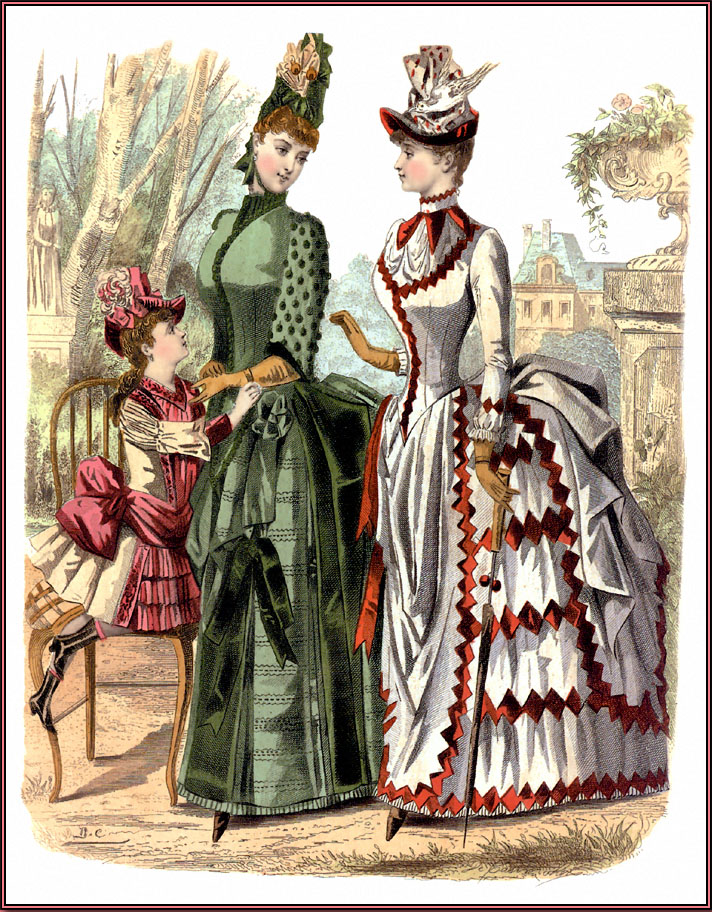
Moda da década de 1880.
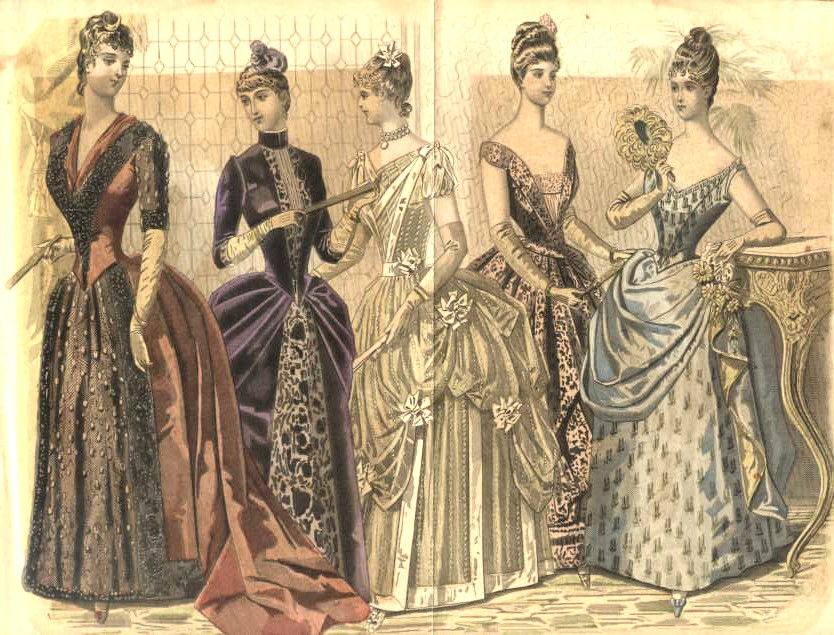
Moda de 1888.